# Maria Demianowska
Maria Demianowska z domu Chądzyńska (ur. 8 grudnia 1890, zm. 4 lipca 1976) – polska lekarka psychiatra i neurolog, kierownik Kliniki Psychiatrii AM we Wrocławiu.
Studia lekarskie ukończyła na Wydziale Lekarskim Uniwersytetu Jana Kazimierza we Lwowie w roku 1919. Pracę podjęła w Klinice Neurologicznej Uniwersytetu Lwowskiego u Henryka Halbana. W okresie 1925–1940 pełniła funkcję neurologa w przychodni PKP, nie zrywając swojego związku z Kliniką, do której wróciła z początkiem wojny jako neurolog, uzupełniając jednocześnie wykształcenie psychiatryczne. Niebawem podjęła pracę jako prymariusz Oddziału Dziecięcego Szpitala Psychiatrycznego w Kulparkowie (1940-1944). Po opuszczeniu Lwowa przez kilka miesięcy piastowała stanowisko st. asystenta Kliniki Neurologiczno-Psychiatrycznej UJ w Krakowie. W grudniu 1945 wyjechała wraz z mężem Adrianem Demianowskim do Wrocławia, gdzie rozpoczęła pracę jako adiunkt w Klinika Psychiatrii we Wrocławiu. Stanowisko docenta uzyskała w roku 1956. Po śmierci męża w roku 1960 objęła kierownictwo Kliniki, które sprawowała do roku 1964.
W okresie lwowskim jej zainteresowania naukowe skupione były na problemach neurologii, w późniejszym okresie wrocławskim dominuje problematyka psychiatryczna. Interesowała się czynnie dydaktyką, opracowała skrypt psychiatrii klinicznej, a także psychiatrii dziecięcej dla nauczycieli szkół specjalnych, pracowała nad zagadnieniem rozwoju mowy u dzieci zaniedbanych środowiskowo i nad zaburzeniami psychicznymi okresu pokwitania. Była kolekcjonerem antyków.

## Ważniejsze publikacje
- Zmiany w płynie mózgowo-rdzeniowym w nagminnym zapaleniu mózgu i w stanach następowych, 1926
- Przyczynek do rodzinnego występowania rozsianego stwardnienia mózgu i rdzenia, 1932
- Przyczynek do symptomatologii płatów czołowych, 1932
- Przyczynek do patogenezy hemibalizmu, 1936
- Leczenie elektrowstrząsowe, 1950
- Rehabilitacja w chorobach psychicznych, 1956